# Cometa Kohoutek

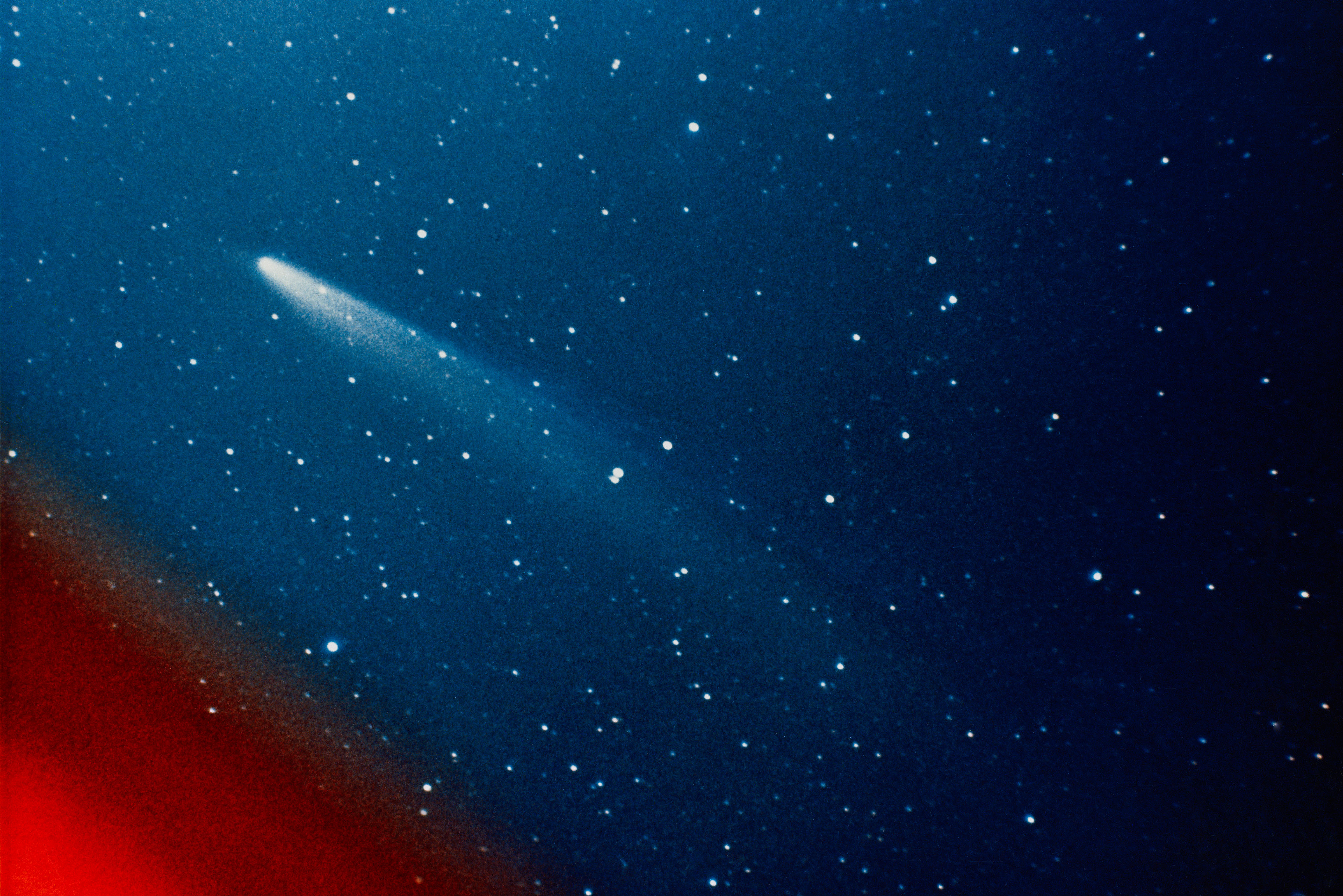
Cometa Kohoutek, vist en 1974.

El cometa Kohoutek, o pel seu nom original C/1973 I1, 1973 XII, i 1973f, és un cometa de període llarg descobert per l'astrònom txec Luboš Kohoutek el 7 de març de 1973, sent visible durant gran part d'aquest any. Tornarà a orbitar prop de la Terra dins d'aproximadament uns 10 000 anys, encara que alguns astrònoms especulen que tornarà dins de 9000 a 16 000 anys.

Òrbita del cometa Kohoutek en vermell i la Terra en color blau, il·lustrant l'alta excentricitat de la seva òrbita i la rapidesa que aconsegueix en acostar-se al sol.

Abans del seu acostament, Kohoutek va ser promocionat pels mitjans de comunicació com "el cometa del segle, encara un objecte possible de veure a simple vista". La seva magnitud major visual era -3 quan estava en el periheli, a 0.14 ua del Sol. La seva inclinació orbital va ser de 14.3°. La seva millor visió en el cel nocturn va ser després del periheli, quan aquest tenia una lluentor de quarta magnitud. El cometa també va mostrar una cua de fins a 25° durant molt temps.
El cometa a més va ser observat per les naus Skylab 4 dels Estats Units i Soyuz 13 de la URSS, transformant-se en el primer cometa a ser estudiat per naus orbitals.
El cometa Kohoutek va tenir un alt impacte en la cultura popular (principalment al món anglosaxó) tant en cançons, esdeveniments i encara en cites de pel·lícules i sèries.